# Milee
Pour les articles homonymes, voir SDP.
Milee (anciennement Société de distribution et de promotion ou SDP, puis Adrexo) est une société de services française, créée en 1979. Elle est, en France, le premier opérateur privé de la distribution d’imprimés publicitaires physiques et numériques. Historiquement filiale du groupe Spir Communication, l’entreprise est rachetée le 4 janvier 2017 par Éric Paumier (ancien directeur), Frédéric Pons (ancien directeur de la filiale Adrexo Colis) et Guillaume Salabert, et rejoint Hopps Group, holding spécialisée dans la livraison, les services et la communication.
L'entreprise est accréditée par l'Arcep. En 2018, Milee, sous l’appellation Adrexo à l'époque, génère 280,9 millions d’euros de chiffre d'affaires. En 2021, la société est mise en cause par la classe politique française pour de grandes défaillances dans la distributions des documents officiels de propagande électorale lors de la campagne des élections régionales. En mai 2024, la société est placée en redressement judiciaire. Le 9 septembre 2024, le tribunal de commerce de Marseille prononce la liquidation judiciaire à effet immédiat.

## Histoire

### Débuts
En 1979, le groupe Spir Communication crée la Société de distribution et de promotion (SDP), une filiale spécialisée dans la distribution de journaux gratuits. La société se développe avec la distribution d’imprimés publicitaires en boites à lettres. En 2000, SDP est rebaptisée Adrexo.
En 2006, Adrexo devient le premier opérateur privé à livrer des colis à domicile à la suite d'un rapprochement avec la société Distrihome. En 2008, la société Distrihome est finalement rachetée auprès du groupe Yves Rocher, Adrexo Colis est créé[réf. souhaitée].

### Premières difficultés

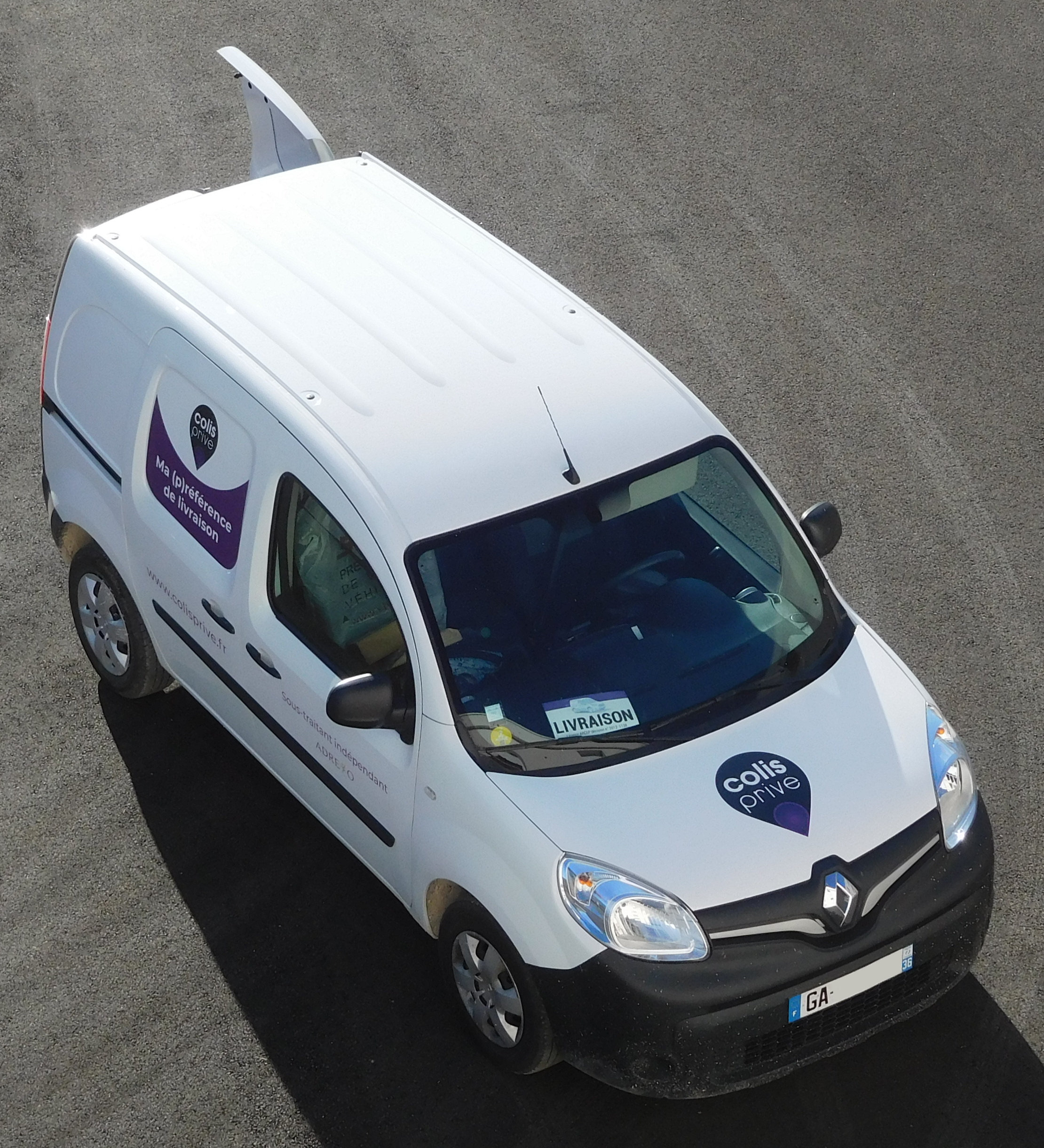
Livraison à domicile par Colis Privé.

En février 2012, Frédéric Pons est condamné en tant que dirigeant d'Adrexo et d'Adrexo Sud-Ouest pour travail dissimulé par la cour d'appel de Mont-de-Marsan. En mars 2012, Adrexo cède sa filiale Adrexo Colis au directeur général d’Adrexo Frédéric Pons et au directeur de sa filiale Éric Paumier, avec l'appui du fondateur de Voyage privé, Denis Philippon. Cette filiale, devenue indépendante, est rebaptisée Colis Privé. En 2014, Adrexo lance ses offres numériques qui restent néanmoins marginales dans l'activité de l'entreprise.
Le 3 janvier 2017, la société est acquise par un trio d’entrepreneurs composé d’Éric Paumier, Frédéric Pons et Guillaume Salabert,. Avec ses filiales — AD Services et AD Productions —, Adrexo rejoint la holding Hopps Group. En juillet 2019, encouragé par le Comité interministériel de restructuration industrielle (CIRI), trois opérateurs bancaires participent à son refinancement.
En février 2020 à la veille de son probable placement en redressement judiciaire, Adrexo boucle in extremis son plan de financement de 31,5 millions d'euros. Sur une dette de 61 millions d'euros, creusée par 29 millions de pertes l'an passé, l'État consent alors à geler la dette fiscale de 6 millions d'euros. L'entreprise compte alors sur les prospectus publicitaire des grandes enseignes comme levier de croissance,.

### Élections régionales de 2021 et chute
En 2021, la société est mise en cause par la classe politique française pour de grandes défaillances dans la distribution des documents officiels de propagande électorale lors de la campagne des élections régionales. La presse et des particuliers font écho de plis électoraux déposés au pied de poubelles, à même le sol dans les immeubles, en pleine nature, ou tout simplement jamais livrés. La société est accusée par Gérald Darmanin, alors ministre de l'Intérieur, d’avoir « particulièrement mal distribué une partie de la propagande électorale », le contraignant à présenter les « excuses » du gouvernement, quand Olivier Faure, premier secrétaire du Parti socialiste, évoque la « distribution délirante par Adrexo ». Christian Jacob, président des Républicains, et le député de La France insoumise, Adrien Quatennens, pointeront également du doigt le problème. L'Association des maires de France et l'Assemblée des départements de France et régions de France publient à cette occasion un communiqué pointant « la défaillance » de l'opération, « malgré les nombreuses alertes » remontées au ministère de l'Intérieur. Le 23 juin 2021, La Poste annonce qu'elle est chargée de reprendre cinq millions de plis confiés à Adrexo pour la distribution du second tour des élections. Le 13 août, en raison de ces dysfonctionnements, le ministère de l'Intérieur résilie le contrat qui le liait à la société et lui inflige une pénalité de 2,3 millions d'euros,.
En septembre 2022, Adrexo change de nom pour s’appeler Milee. Au printemps 2023, pour pallier la baisse des activités papier, l’entreprise lance 150 euros, un média principalement numérique, visant à fournir aux consommateurs un meilleur « accès à toutes les promotions proches » de chez eux,.
Le groupe estime son effectif en 2023 à 12 000 salariés, puis 10 200 mi-2024,.
Mi-mai 2024, la société demande son placement en redressement judiciaire, évoquant des « éléments extérieurs imprévisibles » (« Gilets jaunes », Covid, inflation liée à la guerre en Ukraine) « dont l’accumulation n’est plus supportable en matière de trésorerie ». La direction  précise vouloir « un plan de redressement » et non pas de cession pour continuer l’activité afin « de préserver l’avenir de ses collaborateurs ». Le 30 mai 2024, Milee est placée en redressement judiciaire par le tribunal de commerce de Marseille. Une nouvelle audience du tribunal de commerce début juillet 2024 annonce un délibéré au 26 juillet. L'entreprise est placée en liquidation judiciaire le 9 septembre 2024.

## Identité visuelle (logo)

Logo (2000–2005).
Logo (2005–2013).
Logo (décembre 2013–septembre 2022).